# Thousand Foot Krutch
Thousand Foot Krutch (скорочено TFK) — канадський рок-гурт. Утворений 1995 року під назвою Oddball, з 1997 колектив носить теперішню назву.

## Стиль та вплив
Музику TFK в різний час можна було віднести до таких жанрів як: репкор, ню метал, хард рок, хеві метал, пост-гранж та панк рок.
Гуртами, на які вплинула творчість TFK, прийнято вважати Limp Bizkit, Aerosmith, Led Zeppelin, Pearl Jam, Soundgarden, Creed, Our Lady Peace, Finger Eleven, KoRn, Disturbed та інші.

## Склад гурту
Поточні учасники
- Тревор МакНівен — вокал, гітара (студійні записи) (1995 — дотепер), також лідер сайд-проекту FM Static
- Джоель Браєр — бек-вокал, бас-гітара (1999 — дотепер)
- Стів Августін — ударні (2002 — дотепер), також барабанщик сайд-проекту FM Static

Колишні учасники
- Ніл Сандерсон — ударні (1995 — 1997)
- Тім Бакстер — бас-гітара (1995 — 1998)
- Дейв Сміт — гітара (1995 — 2002)
- Крістіан Харві — ударні (1997 — 2002)
- Пет Педосьюк — бас-гітара (1998 — 1999)
- Джіоф "Джоні Орбітал" Лафоє — ударні (2000 — 2003)
- Майк Харрісон — гітара (2002 — 2003)
- Джеймі Еплін — гітара (2003 — 2007)
- Нік Баумхардт — гітара, клавішні, бек-вокал (2007 — 2010)
- Тай Дзітлер — гітара (2010 — 2012)

Сесійні
- Аарон Спрінкл — клавішні, гітара (Phenomenon, Welcome To The Masquerade. The End Is Where We Begin)
- Арнольд Ленні — клавішні (The Art of Breaking)
- Кен Ендрюс — клавішні (The Flame in All of Us)
- Філ Ікс — гітара (The Art of Breaking), The Flame in All of Us)
- Ренді Торрес — гітара (Welcome To The Masquerade)
- Піт Стюарт — гітара on «Fire it Up» (Welcome To The Masquerade)
- Шарлотта Мартін — бек-вокал на «Inhuman» (The Flame in All of Us)
- Адам Гонт'єр — бек-вокал на «Hurt» та «Go» (The Art of Breaking)
- Ендрю Уелш — гітара (2012) (сесійний гітарист, запрошений для участі в турі)

## Дискографія
Як Oddball
- Shutterbug (1995-1996)

Як Thousand Foot Krutch
- That's What People Do (1997) [Незалежний альбом]
- Set It Off (2001)
- Phenomenon (2003)
- The Art of Breaking (2005)
- The Flame in All of Us (2007)
- Welcome to the Masquerade (2009)
- The End Is Where We Begin (2012)
- Oxygen: Inhale (2014)
- Exhale (2016)